# 郑罴
郑罴（？—？），高阳（今河北省雄县、任丘市、高阳县、蠡县、清苑县、保定市、安新县一带）人。

## 生平
国史之狱爆发后，卢度世因为是崔浩的表侄，放弃官职逃亡到高阳郡郑罴家中，郑罴将他藏了起来。北魏的官吏囚禁了郑罴的长子，将要用杖击和鞭打来拷问他。郑罴告诫儿子说：“君子成全仁德可以不顾自己的生命，你即便死也别说。”郑罴的儿子遵守了父亲的命令，因此被刑讯，官吏用火烧他的身体，最终也没有半句言语而死。魏太武帝拓跋焘后下诏让太子拓跋晃赦免卢度世及范阳卢氏中逃亡后财产被没收的族人。卢度世命令自己的弟弟娶了郑罴的妹妹，来报答郑罴的恩惠。